# Liubenova Mahala, Sliven
Liubenova Mahala (în bulgară Любенова Махала) este un sat în comuna Nova Zagora, regiunea Sliven,  Bulgaria. 

## Demografie
Componența etnică a satului Liubenova Mahala
     Bulgari (72,51%)
     Turci (9,02%)
     Nicio identificare (17,94%)
     Altele (0,51%)
La recensământul din 2011, populația satului Liubenova Mahala era de 975 locuitori. Din punct de vedere etnic, majoritatea locuitorilor (72,51%) erau bulgari, cu o minoritate de turci (9,02%). Pentru 17,94% din locuitori nu este cunoscută apartenența etnică.